# Малликен, Уильям
Уильям Данфорт «Билл» Малликен (англ. William Danforth «Bill» Mulliken, 27 августа 1939, Эрбана, штат Иллинойс, США — 17 июля 2014, Чикаго, Иллинойс, США) — американский пловец, чемпион Олимпийских игр в Риме (1960).

## Спортивная карьера
В 1961 г. окончил Университет Майами со степенью бакалавра и в 1964 г. — юридический факультет Гарвардского университета.
В 1959 г. выиграл золотую медаль на Панамериканских играх в Чикаго на дистанции 200 м брассом, на летних Олимпийских играх в Риме (1960) победил на той же дистанции (2.37,4). В том же году выиграл национальный любительский чемпионат США в Майами (Огайо) на 220 ярдов вольным стилем.
В 1960 г. именно Малликен и японец Ёсихико Осаки впервые использовали нашли новый способ ускорить перемещение в воде брассом: для этого во время гребка руками они держали лицо под водой, а в конце гребка быстро поднимали плечевой пояс и голову над поверхностью, потом вновь опускали лицо в воду, выводили руки вперед и делали мощный толчок ногами. Этот вариант получил название брасса с «поздним» вдохом, или «прыгающего» брасса. Подобную технику применяют современные спортсмены.
В 1991 г. основал ежегодные соревнования Ohio Street Beach. Также был лидером гуманитарного клуба Caxton Club в Чмкаго; возглавлял кампанию по привлечению финансирования для библиотеки Университета Майами.